# Itapitanga
Itapitanga este un oraș în statul Bahia (BA) din Brazilia.

## Personalități născute aici
- Gleison Bremer (n. 1997), fotbalist.